# أختي (داغستان)
أختي (بالروسية: Ахты) هي مدينة في جمهورية داغستان في روسيا.

## المناخ
يظهر الجدول التالي التغييرات المناخية على مدار السنة لأختي:
| البيانات المناخية لـأختي          | البيانات المناخية لـأختي | البيانات المناخية لـأختي | البيانات المناخية لـأختي | البيانات المناخية لـأختي | البيانات المناخية لـأختي | البيانات المناخية لـأختي | البيانات المناخية لـأختي | البيانات المناخية لـأختي | البيانات المناخية لـأختي | البيانات المناخية لـأختي | البيانات المناخية لـأختي | البيانات المناخية لـأختي | البيانات المناخية لـأختي |
| الشهر                             | يناير                    | فبراير                   | مارس                     | أبريل                    | مايو                     | يونيو                    | يوليو                    | أغسطس                    | سبتمبر                   | أكتوبر                   | نوفمبر                   | ديسمبر                   | المعدل السنوي            |
| --------------------------------- | ------------------------ | ------------------------ | ------------------------ | ------------------------ | ------------------------ | ------------------------ | ------------------------ | ------------------------ | ------------------------ | ------------------------ | ------------------------ | ------------------------ | ------------------------ |
| متوسط درجة الحرارة الكبرى °م (°ف) | 2.3 (36.1)               | 2.7 (36.9)               | 6.7 (44.1)               | 14.3 (57.7)              | 18.5 (65.3)              | 22.8 (73.0)              | 26.2 (79.2)              | 24.9 (76.8)              | 21.6 (70.9)              | 15.1 (59.2)              | 9.8 (49.6)               | 5.0 (41.0)               | 14.2 (57.5)              |
| متوسط درجة الحرارة الصغرى °م (°ف) | −5.3 (22.5)              | −4.2 (24.4)              | −0.8 (30.6)              | 4.3 (39.7)               | 9.2 (48.6)               | 12.7 (54.9)              | 15.8 (60.4)              | 15.1 (59.2)              | 11.4 (52.5)              | 6.3 (43.3)               | 2.4 (36.3)               | −2.4 (27.7)              | 5.4 (41.7)               |
| الهطول مم (إنش)                   | 14 (0.6)                 | 20 (0.8)                 | 29 (1.1)                 | 46 (1.8)                 | 69 (2.7)                 | 65 (2.6)                 | 45 (1.8)                 | 43 (1.7)                 | 49 (1.9)                 | 52 (2.0)                 | 30 (1.2)                 | 18 (0.7)                 | 480 (18.9)               |
| المصدر: Climate-Data.org          |                          |                          |                          |                          |                          |                          |                          |                          |                          |                          |                          |                          |                          |